# Èpsilon de la Corona Austral
Èpsilon de la Corona Austral (ε Coronae Australis) és un estel de magnitud aparent +4,83 en la constel·lació de Corona Austral. Es troba a 98 anys llum de distància del Sistema Solar.
Èpsilon de la Corona Austral és una estrella binària, però les components estan tan a prop l'una de l'altra que hi ha transferència de massa entre elles, denominant-se a aquestes estrelles binàries de contacte. Com gairebé tots ells, és un variable eclipsant del tipus W Ursae Majoris, la lluentor varia 0,25 magnituds en un període de 7 hores, d'acord amb dos eclipsis molt similars que tenen lloc durant el seu període orbital de 0,5914 dies.
Separats amb prou feines 0,017 ua, les dues components del sistema tenen ràdios de 2,2 i 0,85 radis solars i masses de 1,72 i 0,22 masses solars. La relació entre la masses d'ambdós estels és una de les menors per a aquest tipus de variables. Malgrat aquesta diferència de masses, la temperatura dels dos estels és similar —uns 7000 K—, ja que l'estel més massiu subministra energia a l'altre. Els estels giren tan ràpid que generen una gran activitat magnètica, mostrant taques fosques en la seva superfície, que en entrar i sortir del camp de visió contribueixen a la variació en la seva lluentor.